# Том Баррас (веслувальник)
Том Баррас (англ. Tom Barras; нар. 7 січня 1994) — британський веслувальник, срібний призер Олімпійських ігор 2020 року.

## Виступи на Олімпіадах
| Олімпіада  | Дисципліна     | Місце |
| ---------- | -------------- | ----- |
| Токіо 2020 | парні четвірки | 2     |
| Париж 2024 | парні четвірки | 4     |